# Tokugawa Iemochi
Tokugawa Iemochi est un nom japonais traditionnel ; le nom de famille (ou le nom d'école), Tokugawa, précède donc le prénom (ou le nom d'artiste) Iemochi.
 (mai 2025).
Si vous disposez d'ouvrages ou d'articles de référence ou si vous connaissez des sites web de qualité traitant du thème abordé ici, merci de compléter l'article en donnant les références utiles à sa vérifiabilité et en les liant à la section « Notes et références ».
Tokugawa Iemochi (徳川 家茂, 17 juillet 1846 – 29 août 1866) est le 14e shogun du shogunat Tokugawa au Japon. Il gouverne de 1858 à 1866, période marquée par des troubles internes liés à l’ouverture du pays aux puissances occidentales et un affaiblissement progressif du shogunat. Son règne correspond à une tentative de rapprochement entre la cour impériale et le gouvernement militaire par le mouvement Kōbu Gattai.
Iemochi meurt jeune, à 20 ans, il est actuellement enterré au temple Zōjō-ji à Tokyo. Son nom posthume bouddhique est Shonmyoin.
Après sa mort, il est remplacé par Tokugawa Yoshinobu, qui sera le dernier shogun.

## Biographie
Né sous le nom de Kikuchiyo (菊千代), Tokugawa Iemochi est le fils aîné de Tokugawa Nariyuki (1801–1846), 11e seigneur du domaine de Wakayama, et de sa concubine Jitsujoin. Il naît dans la résidence du domaine de Wakayama située à Edo (actuel Minato-ku, Tokyo). Nariyuki était lui-même un fils cadet du 11e shōgun Tokugawa Ienari.
En 1847, alors qu’il n’a qu’un an, il est adopté par Tokugawa Narikatsu, 12e daimyō de Wakayama, et lui succède en 1850. Il prendra alors le nom de Tokugawa Yoshitomi lorsqu’il succède au domaine de Wakayama en 1850, peu avant d’atteindre sa majorité officielle en 1851. En 1858, il est adopté par le 13e shōgun Tokugawa Iesada et son épouse Atsuhime, qui le désignent comme leur successeur au shogunat, malgré l’opposition de factions préférant Tokugawa Yoshinobu ou Matsudaira Naritami, candidats adultes.
Avant sa mort, Iesada confie à Ii Naosuke la tâche d’aider Iemochi dans la gestion du gouvernement jusqu’à sa majorité, et ordonne que toutes les affaires politiques soient discutées avec Tenshōin, la mère adoptive d’Iemochi.
Dans le cadre du mouvement Kōbu Gattai, visant à rapprocher la cour impériale et le shogunat, Iemochi épouse le 11 février 1862 la princesse Kazu-no-Miya Chikako, fille de l’empereur Ninkō et sœur de l’empereur Kōmei. La princesse refuse le titre traditionnel de Midaidokoro (épouse du shogun) et préfère être appelée Miya (princesse).
Le 22 avril 1863, il se rend à Kyoto en grande pompe, escorté de 3 000 serviteurs, répondant à l’invitation de l’empereur. Ce déplacement est historique : c’est la première fois depuis 230 ans qu’un shōgun visite la capitale impériale.
Iemochi meurt prématurément le 29 août 1866 à l’âge de 20 ans, probablement des suites d’un béribéri (carence en vitamine B1) causant une insuffisance cardiaque. Sa mort met fin à son mariage avec la princesse Kazu, qui prend alors le nom de Seikan’in no Miya. Avant son décès, il adopte Tayasu Kamenosuke (plus tard Tokugawa Iesato), alors âgé de trois ans, comme héritier.
Face à la guerre avec le domaine de Chōshū et à l’instabilité politique, Tokugawa Yoshinobu, un parent adulte, est nommé 15e et dernier shōgun. Yoshinobu adoptera également Tayasu Kamenosuke.
Iemochi est inhumé au temple Zōjō-ji, à Tokyo. Des rumeurs historiques évoquent un possible empoisonnement orchestré par Tomomi Iwakura, mais aucune preuve formelle n’a jamais été établie.
Son successeur, Tokugawa Yoshinobu, fut le dernier shōgun Tokugawa et assista à la chute du shogunat, qui laissa place à la restauration de Meiji.